# Autoreisezuganlage Wien Hauptbahnhof
Die Autoreisezuganlage Wien Hauptbahnhof, kurz: Wien Hbf ARZA, ist eine Station des Öffentlichen Personenfernverkehrs (ÖPFV) der Österreichischen Bundesbahnen in Wien.
Sie ist zwar offiziell Teil des Hauptbahnhofes, jedoch an einer anderen Stelle ohne direkten Übergang gelegen.

## Lage
Die Station befindet sich im zehnten Wiener Gemeindebezirk Favoriten rund einen Kilometer östlich des Hauptbahnhofes.
Züge aus Richtung Westen und Süden kommend haben hier morgens ihren betrieblichen Endpunkt, erreichen sie nach kurzem Aufenthalt den Hauptbahnhof und starten von hier aus am nächsten Abend zur nächsten Abfahrt.

## Geschichte
Die Station, welche ausschließlich dem Nachtreisezugverkehr dient, wurde zeitgleich mit dem Neubau des Hauptbahnhofes nahe dem ehemaligen Wiener Südbahnhof errichtet, welcher 2015 fertiggestellt wurde.
Insbesondere nationale sowie nach West- und Südeuropa verkehrenden Nachtreisezüge der Gattung City Night Line, die zunächst durch die schweizerische City Night Line CNL AG und danach durch die DB Fernverkehr betrieben wurden, wurden 2016 offiziell durch den Nightjet der ÖBB-Personenverkehr übernommen.

## Betrieb
Die Anlage wird primär für den ÖBB Nightjet für Fahrten innerhalb Österreichs, nach Süd- sowie Westeuropa genutzt.
Es dient ebenso dem Einstieg von Reisenden in den Nightjet, jedoch nur für jene, welche ein Ticket mit Fahrzeugtransport besitzen.
Das Terminal wird nur vor Abfahrt des Nightjet geöffnet, ansonsten ist es verschlossen.
Sie verfügt über vier Bahnsteiggleise (13, 14, 15 und 16).

## Ausstattung
Aufgrund der Eröffnung in den 2010er Jahren ist sie auf moderne Fahrgastinfrastruktur angepasst, verfügt über den ÖBB-Standard, u. a. digitale Monitoranzeigen, komplettbeachung und Beleuchtung, einen Warteraum sowie Wetterschutz, Beleuchtung, und Snack Automaten, nicht aber über Fahrscheinautomaten- und Entwerter da Fernverkehrsfahrscheine nicht entwertungspflichtig sind und Nightjet-Tickets nicht an Automaten erhältlich sind und diese Station der ÖBB eine von Wenigen ist, welche ausschließlich durch Fernreisenzüge, primär Nachtreisenzüge, genützt wird.
Der nächstgelegene Infopoint und das nächstgelegene Reisecenter jedoch befinden sich am Hauptbahnhof.

## Barrierefreiheit
Wie alle in den 2010er Jahren eröffneten bzw. sanierten Stationen der ÖBB ist auch die Autoreisezuganlage Wien Hauptbahnhof barrierefrei mit Aufzügen, Blindenleitsystem, akustischen Ansagen sowie Blindenschrift ausgestattet.

## Sonstiges
Wien Hauptbahnhof ist neben Graz Hauptbahnhof, Villach und Feldkirch eine von vier Autoreisezugterminals in Österreich.